# Вайт-Плейнс (Північна Кароліна)
Вайт-Плейнс (англ. White Plains) — переписна місцевість (CDP) в США, в окрузі Саррі штату Північна Кароліна. Населення — 1025 осіб (2020).

## Географія
Вайт-Плейнс розташований за координатами 36°26′38″ пн. ш. 80°38′56″ зх. д. / 36.44389° пн. ш. 80.64889° зх. д. (36.443767, -80.649002).  За даними Бюро перепису населення США в 2010 році переписна місцевість мала площу 10,44 км², з яких 10,39 км² — суходіл та 0,05 км² — водойми.

## Демографія
Згідно з переписом 2010 року, у переписній місцевості мешкали 1074 особи в 447 домогосподарствах у складі 318 родин. Густота населення становила 103 особи/км².  Було 490 помешкань (47/км²).
Расовий склад населення:
| - 94,0 % — білих - 1,0 % — чорних або афроамериканців - 0,8 % — корінних американців - 0,5 % — азіатів - 2,8 % — осіб інших рас |

До двох чи більше рас належало 0,8 %. Частка іспаномовних становила 4,2 % від усіх жителів.
За віковим діапазоном населення розподілялося таким чином: 22,8 % — особи молодші 18 років, 62,1 % — особи у віці 18—64 років, 15,1 % — особи у віці 65 років та старші. Медіана віку мешканця становила 41,1 року. На 100 осіб жіночої статі у переписній місцевості припадало 95,3 чоловіків;  на 100 жінок у віці від 18 років та старших — 93,7 чоловіків також старших 18 років.
Середній дохід на одне домашнє господарство  становив 39 585 доларів США (медіана — 32 561), а середній дохід на одну сім'ю — 63 606 доларів (медіана — 55 227). За межею бідності перебувало 19,6 % осіб, у тому числі 12,8 % дітей у віці до 18 років та 33,7 % осіб у віці 65 років та старших.
Цивільне працевлаштоване населення становило 505 осіб. Основні галузі зайнятості: освіта, охорона здоров'я та соціальна допомога — 28,7 %, виробництво — 22,8 %, мистецтво, розваги та відпочинок — 19,4 %.